# Películas en el dominio público
Cada país tiene unas leyes distintas de copyright y unas condiciones propias en las que las obras pasan al dominio público. Por ejemplo, las leyes estadounidenses que regían el copyright hasta 1992 exigían al propietario que los renovase cada cierto tiempo, y debido a este hecho y a la falta de interés de las compañías en mantener los copyrights de películas poco comerciales, muchas de ellas han pasado al dominio público.
Las leyes que rigen el copyright son las de cada país donde se distribuye la película. El estado de protección en el país de realización de la película es importante, pero aunque el propietario del copyright haya perdido la protección en este país, la película puede mantener la protección en otros países.

## Elementos independientes de una película
Una película puede incluir varios elementos susceptibles de copyright por separado. Debe ser tenido en cuenta a la hora de determinar su estado de copyright. Al menos hay que tener en cuenta:
- Cinta cinematográfica
- Obra literaria
- Música y banda sonora
- Arte asociada
- Personajes gráficos (e.g., Bugs Bunny)
- Personajes ficticios (e.g., James Bond)

Una cinta puede perder en parte la protección por copyright y sin embargo mantener protección frente a copia debido a alguno de sus elementos, como por ejemplo la banda sonora. Estos detalles deben ser tenidos en cuenta.

## Interpretación judicial del dominio público
Actualmente no hay un criterio uniforme en los Estados Unidos respecto de que derechos otorga al usuario una obra en dominio público. Hay una amplia variedad de sentencias inconsistentes.

## Documentación acreditativa de dominio público
No hay ningún método sencillo para determinar si una película o una de sus partes está en el dominio público. Existen varios métodos para documentar y reclamar que una película lo está. Estos incluyen los siguientes:

### Fecha de publicación
Toda película realizada y exhibida antes de 1923 en los Estados Unidos está en el dominio público, al menos en este país. Esto se debe a que originalmente el copyright otorgaba 75 años de protección, y luego fue cambiado por el Copyright Term Extension Act (CTEA) de 1998. Así, por ejemplo, una obra realizada en 1920 con sus copyrights bien renovados entraría en el dominio público el 1 de enero de 1996. El CTEA añadió 20 años de protección, pero no se aplicaba retroactivamente, dejando fuera a las películas anteriores a 1923.

### Autor
Algunos autores institucionales, como el gobierno de los Estados Unidos, establecen en sus normas que sus obras están en el dominio público.

### Renovaciones de copyright
Para las películas entre 1923 y 1963 era necesario renovar los copyrights. Los catálogos de copyright están prácticamente completos en cuanto a las renovaciones que se han producido en los 28 años anteriores a su publicación. Estos catálogos ya no se publican, pero para los años desde 1923 a 1959, existen listas disponibles:
- Film Superlist: Motion Pictures in the U.S. Public Domain 1894-1939 (Volume 1)
- Film Superlist: Motion Pictures in the U.S. Public Domain 1940-1949 (Volume 2)
- Film Superlist: Motion Pictures in the U.S. Public Domain 1950-1959 (Volume 3)

En 1992 el congreso estadounidense cambió la ley del copyright de tal forma que las películas posteriores a 1964 renuevan automáticamente su copyright.

### Catálogos
Aunque no hay ningún catálogo oficial, las películas anteriores a 1978 fueron publicadas en catálogos. La biblioteca del congreso de los EE. UU. también ha publicado catálogos para los periodos:
- 1894–1912
- 1913–1939
- 1940–1949
- 1950–1959
- 1960–1969
- 1970–1979
- 1980–1989

| Nota: Esta lista no es exhaustiva; la gran mayoría de las películas de dominio público no figuran en ella. Esta lista incluye una selección de películas notables para las que se dispone de una fuente secundaria fiable que analiza el estado del dominio público. |

| Título de la película                            | Año de publicación            | Director                                | Estudio / Distribuidor                            | Entró en el dominio público en (año) | Motivo para entrar en el dominio público                                                  |
| ------------------------------------------------ | ----------------------------- | --------------------------------------- | ------------------------------------------------- | ------------------------------------ | ----------------------------------------------------------------------------------------- |
| Abraham Lincoln                                  | 1930                          | D. W. Griffith                          | United Artists                                    | 1958                                 | Derechos de autor no renovados                                                            |
| Africa Screams                                   | 1949                          | Charles Barton                          | United Artists                                    | 1977                                 | Derechos de autor no renovados                                                            |
| Algiers                                          | 1938                          | John Cromwell                           | United Artists                                    | 1966                                 | Derechos de autor no renovados                                                            |
| Aladdin and His Wonderful Lamp                   | 1939                          | Dave Fleischer                          | Paramount Pictures                                |                                      | [ 6 ]                                                                                     |
| The Amazing Mr. X                                | 1948                          | Bernard Vorhaus                         | Eagle-Lion Films                                  |                                      | [ 7 ]                                                                                     |
| Angel and the Badman                             | 1947                          | James Edward Grant                      | Republic Pictures                                 | 1975                                 | Derechos de autor no renovados                                                            |
| The Animal Kingdom                               | 1932                          | Edward H. Griffith                      | RKO Radio Pictures                                | 1960                                 | Derechos de autor no renovados                                                            |
| At War with the Army                             | 1950                          | Hal Walker                              | Paramount Pictures                                |                                      | [ 9 ]                                                                                     |
| Attack of the Giant Leeches                      | 1959                          | Bernard L. Kowalski                     | American International Pictures                   |                                      | [ 10 ]                                                                                    |
| The Bat                                          | 1959                          | Crane Wilbur                            | Allied Artists                                    |                                      | [ 11 ]                                                                                    |
| Beat the Devil                                   | 1953                          | John Huston                             | United Artists                                    | 1980                                 | Derechos de autor no renovados                                                            |
| Beau Ideal                                       | 1931 (copyright notice: 1930) | Herbert Brenon                          | RKO Radio Pictures                                | 1958                                 | Derechos de autor no renovados                                                            |
| Becky Sharp                                      | 1935                          | Rouben Mamoulian                        | RKO Radio Pictures                                |                                      | [ 14 ]                                                                                    |
| Behind Office Doors                              | 1931                          | Melville W. Brown                       | RKO Radio Pictures                                | 1959                                 | Derechos de autor no renovados                                                            |
| The Big Wheel                                    | 1949                          | Edward Ludwig                           | United Artists                                    |                                      | [ 15 ]                                                                                    |
| Bird of Paradise                                 | 1932                          | King Vidor                              | RKO Radio Pictures                                | 1960                                 | Derechos de autor no renovados                                                            |
| Blood on the Sun                                 | 1945                          | Frank Lloyd                             | United Artists                                    | 1973                                 | Derechos de autor no renovados                                                            |
| Blue Steel                                       | 1934                          | Robert N. Bradbury                      | Lone Star Pictures                                |                                      | .                                                                                         |
| Bowery at Midnight                               | 1942                          | Wallace Fox                             | Monogram Pictures                                 |                                      | [ 17 ]                                                                                    |
| The Brain That Wouldn't Die                      | 1962 (completed: 1959)        | Joseph Green                            | American International Pictures                   | 1962                                 | Missing copyright notice                                                                  |
| Brideless Groom                                  | 1947                          | Edward Bernds                           | Columbia Pictures                                 | 1960s                                | Derechos de autor no renovados                                                            |
| A Bucket of Blood                                | 1959                          | Roger Corman                            | American International Pictures                   |                                      | [ 20 ]                                                                                    |
| Captain Kidd                                     | 1945                          | Rowland V. Lee                          | United Artists                                    |                                      | [ 21 ]                                                                                    |
| Carnival of Souls                                | 1962                          | Herk Harvey                             | Herts-Lion International Corp.                    | 1962                                 | Missing copyright notice                                                                  |
| Charade                                          | 1963                          | Stanley Donen                           | Universal Pictures                                | 1963                                 | Defective copyright notice                                                                |
| The Chase                                        | 1946                          | Arthur Ripley                           | Nero Films/United Artists                         |                                      |                                                                                           |
| Check and Double Check                           | 1930                          | Melville W. Brown                       | RKO Radio Pictures                                | 1958                                 | Derechos de autor no renovados                                                            |
| Conspiracy                                       | 1930                          | Christy Cabanne                         | RKO Radio Pictures                                | 1958                                 | Derechos de autor no renovados                                                            |
| Cyrano de Bergerac                               | 1950                          | Michael Gordon                          | United Artists                                    | 1980s                                | [ 25 ] [ 26 ]                                                                             |
| The Dance of Life                                | 1929                          | John Cromwell                           | Paramount Pictures                                | 1957                                 | Derechos de autor no renovados                                                            |
| Danger Lights                                    | 1930                          | George B. Seitz                         | RKO Radio Pictures                                | 1958                                 | Derechos de autor no renovados                                                            |
| The Deadly Companions                            | 1961                          | Sam Peckinpah                           | Pathé-America                                     | 1961                                 | Missing copyright notice                                                                  |
| Debbie Does Dallas                               | 1978                          | Jim Clark                               | VCX                                               | 1981                                 | Missing copyright notice                                                                  |
| Dementia 13                                      | 1963                          | Francis Ford Coppola                    | American International Pictures                   |                                      | [ 10 ]                                                                                    |
| Detour                                           | 1945                          | Edgar G. Ulmer                          | Producers Releasing Corporation                   |                                      | Derechos de autor no renovados                                                            |
| The Devil Bat                                    | 1940                          | Jean Yarbrough                          | Producers Releasing Corporation                   |                                      | [ 17 ]                                                                                    |
| Disorder in the Court                            | 1936                          | Preston Black                           | Columbia Pictures                                 | 1960s                                | Derechos de autor no renovados                                                            |
| Dixiana                                          | 1930                          | Luther Reed                             | RKO Radio Pictures                                | 1958                                 | Derechos de autor no renovados                                                            |
| D.O.A.                                           | 1949                          | Rudolph Maté                            | United Artists                                    | 1977                                 | Derechos de autor no renovados                                                            |
| The Emperor Jones                                | 1933                          | Dudley Murphy                           | United Artists                                    |                                      | [ 31 ]                                                                                    |
| Father's Little Dividend                         | 1951 (copyright notice: 1950) | Vincente Minnelli                       | MGM                                               | 1978                                 | Derechos de autor no renovados                                                            |
| A Farewell to Arms                               | 1932                          | Frank Borzage                           | Paramount Pictures                                | 1960                                 | Derechos de autor no renovados                                                            |
| Fear and Desire                                  | 1953                          | Stanley Kubrick                         | Joseph Burstyn                                    |                                      | Derechos de autor no renovados                                                            |
| The Flying Deuces                                | 1939                          | A. Edward Sutherland                    | RKO Radio Pictures                                |                                      | [ 35 ]                                                                                    |
| The Front Page                                   | 1931                          | Lewis Milestone                         | United Artists                                    |                                      | [ 36 ]                                                                                    |
| Glen or Glenda                                   | 1953                          | Ed Wood                                 | Screen Classics                                   |                                      | [ 37 ]                                                                                    |
| Go for Broke!                                    | 1951 (copyright notice: 1950) | Robert Pirosh                           | MGM                                               | 1978                                 | Derechos de autor no renovados                                                            |
| God's Little Acre                                | 1958                          | Anthony Mann                            | United Artists                                    |                                      | [ 38 ]                                                                                    |
| The Gorilla                                      | 1939                          | Allan Dwan                              | 20th Century Fox                                  |                                      | [ 39 ]                                                                                    |
| The Great Flamarion                              | 1945                          | Anthony Mann                            | Republic Pictures                                 |                                      | Derechos de autor no renovados                                                            |
| Gulliver's Travels                               | 1939                          | Dave Fleischer                          | Paramount Pictures                                | 1967                                 | Derechos de autor no renovados                                                            |
| Half Shot at Sunrise                             | 1930                          | Paul Sloane                             | RKO Radio Productions                             | 1958                                 | Derechos de autor no renovados                                                            |
| His Girl Friday                                  | 1940 (copyright date: 1939)   | Howard Hawks                            | Columbia Pictures                                 | 1967                                 | Derechos de autor no renovados                                                            |
| The Hitch-Hiker                                  | 1953                          | Ida Lupino                              | RKO Radio Pictures                                |                                      | [ 44 ]                                                                                    |
| Hook, Line and Sinker                            | 1930                          | Edward F. Cline                         | RKO Radio Pictures                                | 1958                                 | Derechos de autor no renovados                                                            |
| House on Haunted Hill                            | 1959                          | William Castle                          | Allied Artists                                    |                                      | [ 45 ] [ 46 ]                                                                             |
| The Hunchback of Notre Dame                      | 1939                          | William Dieterle                        | RKO Radio Pictures                                |                                      | [ 47 ]                                                                                    |
| Indestructible Man                               | 1956                          | Jack Pollexfen                          | Allied Artists                                    |                                      | [ 48 ]                                                                                    |
| Inside the Lines                                 | 1930                          | Roy Pomeroy                             | RKO Radio Productions                             | 1958                                 | Derechos de autor no renovados                                                            |
| The Inspector General                            | 1949                          | Henry Koster                            | Warner Bros.                                      |                                      | [ 49 ]                                                                                    |
| Jack and the Beanstalk                           | 1952                          | Jean Yarbrough                          | Warner Bros.                                      | 1980                                 | Derechos de autor no renovados                                                            |
| The Jackie Robinson Story                        | 1950                          | Alfred E. Green                         | Eagle-Lion Films                                  |                                      | [ 50 ]                                                                                    |
| The Joe Louis Story                              | 1953                          | Robert Gordon                           | United Artists                                    |                                      | [ 51 ]                                                                                    |
| Kansas City Confidential                         | 1952                          | Phil Karlson                            | United Artists                                    |                                      | Derechos de autor no renovados                                                            |
| Kept Husbands                                    | 1931                          | Lloyd Bacon                             | RKO Radio Productions                             | 1959                                 | Derechos de autor no renovados                                                            |
| The Lady Refuses                                 | 1931                          | George Archainbaud                      | RKO Radio Productions                             | 1959                                 | Derechos de autor no renovados                                                            |
| A Lady to Love                                   | 1930                          | Victor Sjöström                         | MGM                                               | 1958                                 | Derechos de autor no renovados                                                            |
| The Last Man on Earth                            | 1964                          | Ubaldo Ragona, Sidney Salkow            | American International Pictures, 20th Century Fox | 1992                                 | Derechos de autor no renovados                                                            |
| The Last Time I Saw Paris                        | 1954 (copyright notice: 1944) | Richard Brooks                          | MGM                                               | 1972                                 | Derechos de autor no renovados; Defective copyright notice resulted in earlier expiration |
| Lawful Larceny                                   | 1930                          | Lowell Sherman                          | RKO Radio Productions                             | 1958                                 | Derechos de autor no renovados                                                            |
| Leathernecking                                   | 1930                          | Edward F. Cline                         | RKO Radio Productions                             | 1958                                 | Derechos de autor no renovados                                                            |
| Letter of Introduction                           | 1938                          | John M. Stahl                           | Universal Pictures                                | 1966                                 | Derechos de autor no renovados                                                            |
| Life with Father                                 | 1947                          | Michael Curtiz                          | Warner Bros.                                      | 1975                                 | Derechos de autor no renovados                                                            |
| The Little Princess                              | 1939                          | Walter Lang                             | 20th Century Fox                                  | 1967                                 | Derechos de autor no renovados                                                            |
| The Little Shop of Horrors                       | 1960                          | Roger Corman                            | Filmgroup                                         | 1988                                 | Derechos de autor no renovados                                                            |
| Lonely Wives                                     | 1931                          | Russell Mack                            | RKO Radio Pictures                                | 1959                                 | Derechos de autor no renovados                                                            |
| Love Affair                                      | 1939                          | Leo McCarey                             | RKO Radio Pictures                                | 1967                                 | Derechos de autor no renovados                                                            |
| Love Laughs at Andy Hardy                        | 1945                          | Willis Goldbeck                         | MGM                                               |                                      | Derechos de autor no renovados                                                            |
| The Lucky Texan                                  | 1934                          | Robert N. Bradbury                      | Lone Star Pictures                                |                                      | [ 16 ]                                                                                    |
| Made for Each Other                              | 1939                          | John Cromwell                           | United Artists                                    |                                      | [ 60 ]                                                                                    |
| Malice in the Palace                             | 1949                          | Jules White                             | Columbia Pictures                                 | 1960s                                | Derechos de autor no renovados                                                            |
| The Man from Utah                                | 1934                          | Robert N. Bradbury                      | Lone Star Pictures                                |                                      | [ 16 ]                                                                                    |
| The Man with the Golden Arm                      | 1955                          | Otto Preminger                          | United Artists                                    |                                      | [ 61 ]                                                                                    |
| Maniac                                           | 1934                          | Dwain Esper                             | Roadshow Attractions                              |                                      | [ 62 ]                                                                                    |
| Manos: The Hands of Fate                         | 1966                          | Harold P. Warren                        | Emerson Film Enterprises                          | 1968                                 | Failure to display copyright notice                                                       |
| March of the Wooden Soldiers                     | 1950                          | Gus Meins                               | Lippert Pictures                                  | 1950                                 | Failure to display copyright notice                                                       |
| McLintock!                                       | 1963                          | Andrew V. McLaglen                      | United Artists                                    | 1991                                 | Derechos de autor no renovados                                                            |
| Meet John Doe                                    | 1941                          | Frank Capra                             | Warner Bros.                                      | 1969                                 | Derechos de autor no renovados                                                            |
| Millie                                           | 1931                          | John Francis Dillon                     | RKO Radio Pictures                                | 1959                                 | Derechos de autor no renovados                                                            |
| Mr. Imperium                                     | 1951 (copyright notice: 1950) | Don Hartman                             | MGM                                               | 1978                                 | Derechos de autor no renovados                                                            |
| My Dear Secretary                                | 1948                          | Charles Martin                          | United Artists                                    |                                      | [ 66 ]                                                                                    |
| My Favorite Brunette                             | 1947                          | Elliott Nugent                          | Paramount Pictures                                | 1975                                 | Derechos de autor no renovados                                                            |
| My Man Godfrey                                   | 1936                          | Gregory La Cava                         | Universal Pictures                                |                                      | [ 67 ]                                                                                    |
| Night of the Living Dead                         | 1968                          | George A. Romero                        | Walter Reade                                      | 1968                                 | Missing copyright notice and errors from the distributor                                  |
| Nothing Sacred                                   | 1937                          | William A. Wellman                      | Selznick, United Artists                          | 1965                                 | Derechos de autor no renovados                                                            |
| Of Human Bondage                                 | 1934                          | John Cromwell                           | RKO Radio Pictures                                | 1962                                 | Derechos de autor no renovados                                                            |
| Our Town                                         | 1940                          | Sam Wood                                | United Artists                                    |                                      | [ 69 ]                                                                                    |
| The Outlaw                                       | 1943                          | Howard Hughes                           | Howard Hughes Prod., United Artists               | 1971                                 | Derechos de autor no renovados                                                            |
| The Painted Hills                                | 1951                          | Harold F. Kress                         | MGM                                               | 1979                                 | Derechos de autor no renovados                                                            |
| The Pay-Off                                      | 1930                          | Lowell Sherman                          | RKO Radio Pictures                                | 1958                                 | Derechos de autor no renovados                                                            |
| Penny Serenade                                   | 1941                          | George Stevens                          | Columbia Pictures                                 | 1968                                 | Derechos de autor no renovados                                                            |
| Plan 9 from Outer Space                          | 1959                          | Ed Wood                                 | Distributors Corporation of America               | 1987                                 | [ 71 ]                                                                                    |
| Popeye the Sailor Meets Ali Baba's Forty Thieves | 1937                          | Dave Fleischer                          | Paramount Pictures                                |                                      | [ 6 ]                                                                                     |
| Popeye the Sailor Meets Sindbad the Sailor       | 1936                          | Dave Fleischer                          | Paramount Pictures                                |                                      | [ 6 ]                                                                                     |
| Pot o' Gold                                      | 1941                          | George Marshall                         | United Artists                                    |                                      | [ 72 ]                                                                                    |
| Quicksand                                        | 1950                          | Irving Pichel                           | United Artists                                    |                                      | [ 73 ]                                                                                    |
| Rage at Dawn                                     | 1955                          | Tim Whelan                              | RKO Pictures                                      |                                      | [ 74 ]                                                                                    |
| Rain                                             | 1932                          | Lewis Milestone                         | United Artists                                    | 1960                                 | Derechos de autor no renovados                                                            |
| Randy Rides Alone                                | 1934                          | Harry L. Fraser                         | Lone Star Pictures                                | 1934                                 | Copyright notice lacks claimant                                                           |
| The Red House                                    | 1947                          | Delmer Daves                            | United Artists                                    |                                      | [ 75 ]                                                                                    |
| Reefer Madness                                   | 1936                          | Louis J. Gasnier                        | Motion Picture Ventures                           | 1936                                 | Improper copyright notice                                                                 |
| Riders of Destiny                                | 1933                          | Robert N. Bradbury                      | Lone Star Pictures                                |                                      | .                                                                                         |
| Road to Bali                                     | 1952                          | Hal Walker                              | Paramount Pictures                                | 1980                                 | Derechos de autor no renovados                                                            |
| Rock, Rock, Rock!                                | 1956                          | Will Price                              | Distributors Corporation of America               | 1984                                 | Derechos de autor no renovados                                                            |
| The Royal Bed                                    | 1931 (copyright notice: 1930) | Lowell Sherman                          | RKO Radio Pictures                                | 1958                                 | Derechos de autor no renovados                                                            |
| Royal Wedding                                    | 1951 (copyright notice: 1950) | Stanley Donen                           | MGM                                               | 1978                                 | Derechos de autor no renovados                                                            |
| Sagebrush Trail                                  | 1933                          | Armand Schaefer                         | Lone Star Pictures                                | 1933                                 | Copyright notice lacks claimant                                                           |
| Salt of the Earth                                | 1954                          | Herbert Biberman                        | Independent Productions                           | 1982                                 | Derechos de autor no renovados                                                            |
| Santa Claus Conquers the Martians                | 1964                          | Nicholas Webster                        | Embassy Pictures Corporation                      |                                      | Missing copyright notice                                                                  |
| Santa Fe Trail                                   | 1940                          | Michael Curtiz                          | Warner Bros.                                      | 1968                                 | Derechos de autor no renovados                                                            |
| Scarlet Street                                   | 1945                          | Fritz Lang                              | Universal Pictures                                |                                      | [ 86 ] [ 87 ]                                                                             |
| The Screaming Skull                              | 1958                          | Alex Nicol                              | American International Pictures                   | 1958                                 | Not registered for copyright                                                              |
| Second Chorus                                    | 1940                          | H.C. Potter                             | Paramount Pictures                                |                                      | Derechos de autor no renovados                                                            |
| The Silver Horde                                 | 1930                          | George Archainbaud                      | RKO Radio Pictures                                | 1958                                 | Derechos de autor no renovados                                                            |
| Sin Takes a Holiday                              | 1930                          | Paul L. Stein                           | RKO Radio Pictures                                | 1958                                 | Derechos de autor no renovados                                                            |
| Sing a Song of Six Pants                         | 1947                          | Jules White                             | Columbia Pictures                                 | 1960s                                | Derechos de autor no renovados                                                            |
| Sinners in Paradise                              | 1938                          | James Whale                             | Universal Pictures                                | 1966                                 | Derechos de autor no renovados                                                            |
| The Snows of Kilimanjaro                         | 1952                          | Henry King                              | 20th Century Fox                                  |                                      | [ 90 ]                                                                                    |
| The Southerner                                   | 1945                          | Jean Renoir                             | United Artists                                    |                                      | [ 91 ]                                                                                    |
| A Star Is Born                                   | 1937                          | William A. Wellman                      | Selznick, United Artists                          | 1965                                 | Derechos de autor no renovados                                                            |
| The Star Packer                                  | 1934                          | Robert N. Bradbury                      | Lone Star Pictures                                |                                      | .                                                                                         |
| The Strange Love of Martha Ivers                 | 1946                          | Lewis Milestone                         | Paramount Pictures                                | 1974                                 | Derechos de autor no renovados                                                            |
| The Stranger                                     | 1946                          | Orson Welles                            | International Pictures, RKO Radio Productions     | 1973                                 | Derechos de autor no renovados                                                            |
| Suddenly                                         | 1954                          | Lewis Allen                             | United Artists                                    | 1983                                 | Derechos de autor no renovados                                                            |
| Superman (1940s cartoon series)                  | 1941-1943                     | Dave Fleischer, various                 | Paramount Pictures                                | [ 94 ]                               | [ 94 ]                                                                                    |
| Swing High, Swing Low                            | 1937                          | Mitchell Leisen                         | Paramount Pictures                                | 1965                                 | Derechos de autor no renovados                                                            |
| Teenagers from Outer Space                       | 1959                          | Tom Graeff                              | Warner Bros.                                      | 1987                                 | Derechos de autor no renovados                                                            |
| The Terror                                       | 1963                          | Roger Corman                            | American International Pictures, Filmgroup        | 1963                                 | Missing copyright registration                                                            |
| The Terror of Tiny Town                          | 1938                          | Sam Newfield                            | Columbia Pictures                                 | 1966                                 | Derechos de autor no renovados                                                            |
| Three Guys Named Mike                            | 1951 (copyright notice: 1950) | Charles Walters                         | MGM                                               | 1978                                 | Derechos de autor no renovados                                                            |
| Till the Clouds Roll By                          | 1946                          | Richard Whorf                           | MGM                                               | 1974                                 | Derechos de autor no renovados                                                            |
| Too Late for Tears                               | 1949                          | Byron Haskin                            | United Artists                                    |                                      | [ 97 ]                                                                                    |
| Topper Returns                                   | 1941                          | Roy Del Ruth                            | United Artists                                    | 1969                                 | Derechos de autor no renovados                                                            |
| Utopia (a.k.a. Atoll K)                          | 1951                          | Léo Joannon and John Berry (uncredited) | Franco London Films                               | 1951                                 | No U.S. copyright filed                                                                   |
| Vengeance Valley                                 | 1951 (copyright notice: 1950) | Richard Thorpe                          | MGM                                               | 1978                                 | Derechos de autor no renovados                                                            |
| The Wasp Woman                                   | 1959                          | Roger Corman                            | Filmgroup                                         |                                      | [ 99 ]                                                                                    |
| West of the Divide                               | 1934                          | Robert N. Bradbury                      | Lone Star Pictures                                |                                      | .                                                                                         |
| White Zombie                                     | 1932                          | Victor Halperin                         | United Artists                                    |                                      | [ 100 ]                                                                                   |
| Wives Under Suspicion                            | 1938                          | James Whale                             | Universal Pictures                                | 1966                                 | Derechos de autor no renovados                                                            |

El catálogo más importante es el llamado "Film Superlist: Motion Pictures in the U.S. Public Domain", realizadas por el abogado y activista Walter Hurst (1930–1991). Además, han surgido organizaciones como "The Internet Archive" que recopilan las películas en el dominio público en el inglés original. Otras páginas las ofrecen subtituladas para los no nativos.
Entre ellas centenares de películas clásicas o de culto que puede verse en línea o descargarse libremente en sitios como Internet Archivepueden descargarse o compartirse también desde sitios como Public Domain Torrents. Algunas, son las siguientes: 
- Charade (1963),
- Night of the Living Dead (1968),
- The Little Shop of Horrors, etc.